# اچ‌ام‌آی‌اس کارناتیک (جی۱۹۹)
اچ‌ام‌آی‌اس کارناتیک (جی۱۹۹) (به انگلیسی: HMIS Carnatic (J199)) یک کشتی بود که طول آن ۱۷۴ فوت (۵۳ متر) بود. این کشتی  در سال ۱۹۴۲ ساخته شد.